# Palacio Boncompagni Cerasi
El Palazzo Boncompagni Cerasi (o Buoncompagni Cerasi) es un palacio en Roma, en el distrito de Campo Marzio, en el número 51 de Via del Babuino, cerca de la Piazza del Popolo.

## Historia
El palacio actual fue construido en 1738 por orden del cardenal Ottoboni, duque de Fiano, en el mismo sitio de un palacio preexistente que data del siglo XVI, propiedad de Alessandro Grandi. Fue el propio Grandi quien construyó la famosa fuente Babuino junto al edificio. El palacio pasó posteriormente a la familia Boncompagni, cuya construcción fue continuada por la princesa María Eleonora Boncompagni Ludovisi. En 1858 pasó en enfiteusis perpetua al banquero Antonio Cerasi: a estos dos propietarios históricos se los sigue mencionando comúnmente con el nombre actual del edificio. El edificio es de estilo rococó, elevado de dos a tres plantas por Cerasi en 1871, similar a otros edificios de la zona. El portal principal, rematado por un balcón, está decorado con diversas figuras, entre ellas los característicos dragones. Desde el siglo XVI adosada al palacio se construyó la famosa fuente del Babuino, con la homónima " estatua parlante " que acabó dando nombre a la opuesta Via del Babuino (antes llamada Via Paolina), construida por Grandi para uso semipúblico a cambio del acceso del palacio al agua y posteriormente rescatada por la Cámara Capitolina . Posteriormente fue trasladado al patio interior del palacio, mientras que desde 1959 volvió a decorar la calle, aunque en una posición diferente a la del pasado, concretamente junto a la iglesia de Sant'Atanasio dei Greci.